# Danny White
Wilford Daniel "Danny" White (9 de fevereiro de 1952, Mesa, Arizona) é um ex-jogador profissional de futebol americano estadunidense. Danny foi campeão da temporada de 1977 da National Football League jogando pelo Dallas Cowboys.